# Georg Christian Oeder

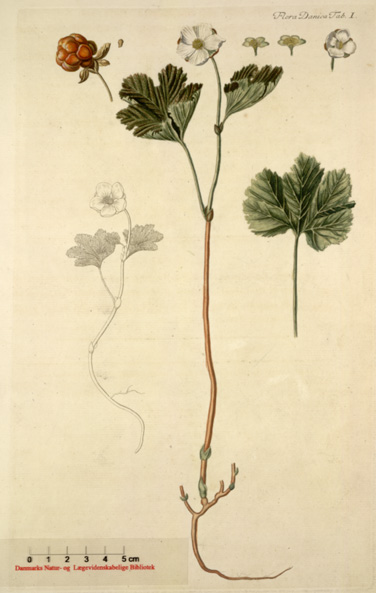
Placa de Flora Danica fasc. 1 (1761);

Georg Christian Edler von Oldenburg Oeder (3 de febrer de 1728 a Ansbach - 28 de gener de 1791 a Oldenburg (Oldenburg)) va ser un botànic i reformador social alemany/danès.

## Biografia
Oeder era fill d'un clergue de Baviera, Georg Ludwig Oeder (1694–1760). Estudià medicina a la Universitat de Göttingen sota Albrecht von Haller. Es va establir com a metge a la ciutat de Schleswig. El rei de Dinamarca va demanar-li que anés a Copenhaguen l'any 1751, havent sigut recomanat per Albrecht von Haller. Va caldre que el nomenessin Professor botanices regius (Professor reial) per a vèncer la resistència de la universitat danesa. Va publicar l'obra monumental anomenada Flora Danica, la qual també cobria les dependències daneses d'aquell moment,incloent, Schleswig-Holstein, Oldenburg-Delmenhorst Noruega Islàndia, les illes Faroe i Groenlàndia. Oeder visità la zona muntanyenca de Trondheim durant els anys 1758-1760. Oeder també mantingué correspondència amb el bisbe i botànic noruec Johan Ernst Gunnerus durant aquells anys.

En aquells anys la botànica estava amalgamada amb l'economia. Per tant, Oeder va també va ser membre de moltes comissions de reforma agrària. Oeder va advocar per la necessitat de la carfitat amb les vídues.
Amb la caiguda de Johann Friedrich Struensee el 1771 i la crisi econòmica i l'antigermanisme Oeder va deixar de ser professor. Va tenir un petit càrrec honorífic a Oldenburg. Dos anys abans de morir va ser ennoblit per l'Emperador Josep II.

El gènere Oedera L. el recorda. També alguns epítets específics com. Pedicularis oederi Vahl i Carex oederi Retz.